# Berenguer (Abat de Sant Quirze, 1114-1123)
Berenguer (segle XII) fou abat de Sant Quirze de Colera almenys entre 1114 i 1123. Va participar en el sínode que va tenir lloc el 1114 a la catedral d'Elna per esclarir la propietat de l'església de Sant Pere de Torrelles que estava en conflicte entre els monestirs de Sant Miquel de Cuixà i Santa Maria d'Arles. També és un dels assistents a la consagració de l'església de Sant Andreu de Sureda el novembre de 1121. El 2 d'octubre de 1123 fou consagrada la nova església del monestir de Sant Quirze per Berenguer Dalmau bisbe de Girona, amb l'assistència d'Arnau de Girona, bisbe de Carcassona, Pere, bisbe d'Elna.